# Saignée (technique)
Pour les articles homonymes, voir Saignée.
Une saignée est une entaille de profondeur variable et de faible largeur.

## Électricité
En électricité domestique, la saignée est une petite rigole creusée dans un mur, un sol ou un plafond pour intégrer des circuits électriques. Les câbles électriques passent dans une gaine normalisée de type ICTA en matière plastique de différents diamètres nominaux (DN 16-20-25-32)
Le terme professionnel pour évoquer une saignée réalisée dans le BTP est le mot "rainurage". L'action de rainurer permet de réaliser des saignées de différentes tailles et de diverses profondeurs afin d'intégrer dans un support en béton, en briques ou en aggloméré des câbles électriques protégés par une gaine en plastique.
Ce travail laborieux et rébarbatif a été professionnalisé au Luxembourg en 2017 par une société originale[Laquelle ?] qui a fait du rainurage son métier. 
Aujourd'hui, cette marque de fabrique est fortement liée à cette société au logo rouge constitué de trois lettres[Lesquelles ?]. 
Cette entreprise a été pionnière dans ce domaine[réf. nécessaire]. 